# Брад Уалст
Брад Уалст (Brad Walst) е басист, беквокалист и съосновател на канадската рок банда Three Days Grace.
Той е роден в Онтарио, Канада на 16 февруари 1977. Уалст се захваща с баса на 13-годишна възраст. Проявява голям интерес към музиката още в училище и по това време се захваща с баса. Брат му Мат Уалст е вокалист на канадската рок банда My Darkest Days.
Брад използва Ernie Ball бас, Peavey Amps, Peavey Cabinets, Boss Pedals, Sans Amp Pedals. Посочва, че влияние са му оказали родителите, както и членът на групата Адам Гонтиер.